# Hjo
Hjo – miejscowość w Szwecji. Siedziba władz administracyjnych gminy Hjo w regionie Västra Götaland. Położone jest nad zachodnim brzegiem jeziora Wetter. Posiada 6 094 mieszkańców. 
Znajduje się tu największa olsza czarna w Szwecji.